# Champdor-Corcelles
Champdor-Corcelles é uma comuna francesa na região administrativa da Pays de la Loire, no departamento de Maine-et-Loire. Estende-se por uma área de 31,53 km². Em 2010 a comuna tinha 657 habitantes (densidade: 20,8 hab./km²).
A municipalidade foi estabelecida em 1 de janeiro de 2016 e consiste na fusão das antigas comunas de Champdor e Corcelles.